# Grounds for Marriage
Grounds for Marriage é um filme de comédia romântica estadunidense de 1951 dirigido por Robert Z. Leonard. Escrito e produzido por Samuel Marx, o filme é estrelado por Van Johnson e Kathryn Grayson.
Johnson e Grayson reprisaram seus papéis em uma transmissão para o programa de rádio Lux Radio Theatre em 10 de novembro de 1952.

## Elenco
- Van Johnson ...Dr. Lincoln I. Bartlett
- Kathryn Grayson ...Ina Massine
- Paula Raymond ...Agnes Oglethorpe Young
- Barry Sullivan ...Chris Bartlett
- Reginald Owen ...Dely Delacorte
- Lewis Stone ...Dr. Carleton Radwin Young
- Richard Hageman ...Dr. Engelstaat
- Richard Anderson ...Tommy
- Firehouse Five Plus Two ...eles mesmos
- Emory Parnell ... policial (sem créditos)